# Vic-sous-Thil
Vic-sous-Thil é uma comuna francesa na região administrativa da Borgonha-Franco-Condado, no departamento de Côte-d'Or. Estende-se por uma área de 20,9 km². Em 2010 a comuna tinha 189 habitantes (densidade: 9 hab./km²).